# Gombether See
Der Gombether See ist ein künstlicher See südwestlich von Gombeth, einem Stadtteil von Borken, und nordöstlich der Kernstadt Borken im Schwalm-Eder-Kreis in Hessen, Deutschland. Er liegt in der westhessischen Senke und ist ein gemeinsam mit dem Singliser See wichtiger Rastplatz für Zugvögel.

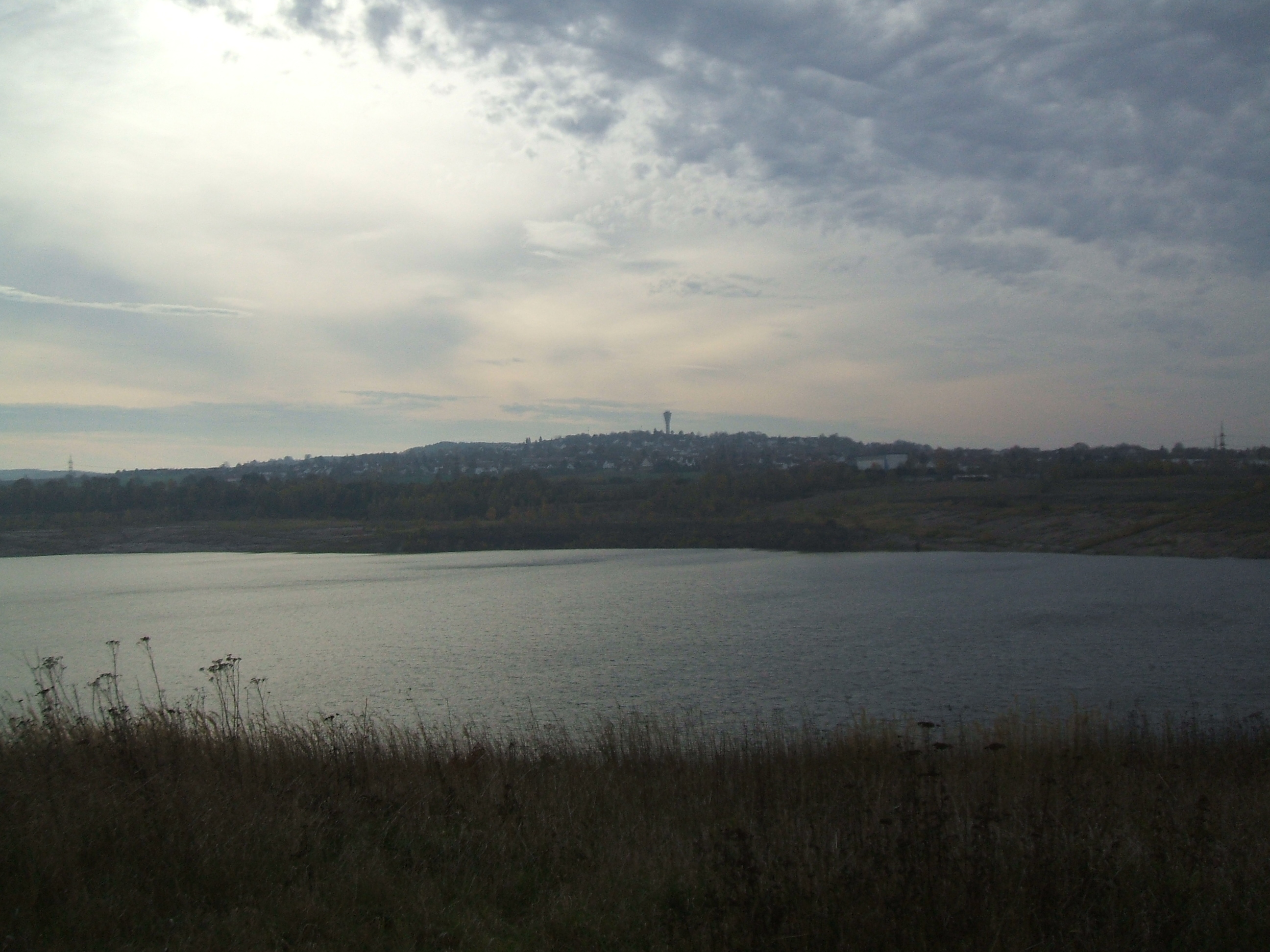
Blick über den Gombether See auf Borken

Der See ist im Zuge der mittlerweile abgeschlossenen Braunkohlegewinnung im Borkener Braunkohlerevier im Entstehen begriffen und soll im Jahre 2030 seine geplante Fläche von rund 80 ha erreichen. Er wird 18 bis 20 Meter tief sein und 16 Millionen Kubikmeter Wasser fassen. Er ist hervorgegangen aus dem ehemaligen Braunkohle-Tagebau „Grube Gombeth“ und entsteht im Zuge der Rekultivierung seit 1988 durch den Zulauf von Grund- und Regenwasser. Bei Monitoringtauchgängen wurde der Galizische Sumpfkrebs gesichtet.